# Stan rzeczy (film)
Stan rzeczy (niem Der Stand der Dinge) – film Wima Wendersa z 1982 roku. Zdjęcia kręcono w Los Angeles, Lizbonie i Sintrze.
Akcja filmu opowiada o niemieckim reżyserze, Friedrichu Munro, który nie może dokończyć produkcji swojego filmu z powodu braku środków finansowych, obiecanych przez producenta. Dzieło stanowi rozrachunek Wendersa z Hollywood oraz współczesną kinematografią, zastępującą produkcję autorską, systemem producenckim.

## Geneza filmu
Film powstał podczas przerwy w kręceniu filmu Opowieści Hammetta, który Wenders tworzył na zlecenie Francisa Forda Coppoli. Wenders udał się wtedy do Portugalii, gdzie spotkał się z ekipą filmową Raúla Ruiza pracującą nad filmem Território. Ich prace zostały wstrzymane przez brak taśmy filmowej i bezskuteczne oczekiwanie na pieniądze od producenta. Sytuacja filmowców oraz, dostrzeżony podczas wycieczki, opuszczony hotel na plaży, miały zainspirować Wendersa do nakręcenia Stanu rzeczy.
Wskazuje się także, że sytuacja pomiędzy głównym bohaterem filmu, Friedrichem, a producentem jego filmu, Gordonem, przypomina stosunki pomiędzy Wendersem i Coppolą oraz kłopoty tego pierwszego przy kręceniu Hammetta. Friedrich posiada podobną do Wendersa filmografię, natomiast używane przez Gordona argumenty dotyczące kina hollywoodzkiego i europejskiego, są podobne do tych, jakimi mógł posługiwać się Coppola przy omawianiu Hammetta, a nazwa hotelu, w którym Gordon rozmawiał z reżyserami – Chateau Montmartre – nawiązuje do nazwy hotelu Chateau Marmont, którego właścicielem był Coppola. 

## Streszczenie fabuły
Reżyser Friedrich Munro kręci w Portugalii czarno-biały film fantastyczny o grupie ocalałych z katastrofy atomowej. Zmuszony jest jednak przerwać produkcję, kiedy zaczyna brakować mu taśmy filmowej. Po długim oczekiwaniu na nadejście pieniędzy od amerykańskiego producenta, Gordona, decyduje się na wyjazd do Los Angeles i odszukanie producenta. Okazuje się, że Gordon ukrywa się przed ścigającymi go gangsterami, od których pożyczył pieniądze, ukrywa się w samochodzie, krążącym w kółko po Hollywood Boulevard. Murno dołącza do niego i odbywa z nim rozmowę na temat kina autorskiego i hollywoodzkiego. Nad ranem samochód zostaje ostrzelany przez ścigających Gordona gangsterów. Obaj bohaterowie giną.

## Obsada
- Patrick Bauchau – Friedrich
- Allen Garfield – Gordon
- Isabelle Weingarten – Anna
- Rebecca Pauly – Joan
- Jeffrey Kime – Mark
- Geoffrey Carey – Robert
- Camilla More – Julia
- Alexandra Auder – Jane
- Paul Getty Jr. – Dennis
- Viva – Kate
- Samuel Fuller – Joe
- Janet Rasak – Karen
- Monty Bane – Herbert

## Nagrody
- Złoty Lew na Międzynarodowym Festiwalu Filmowym w Wenecji w 1982 roku;
- Niemiecka Nagroda Filmowa (Deutscher Filmpreis) za zdjęcia (złoto) w 1983;
- Niemiecka Nagroda Filmowa (Deutscher Filmpreis) za produkcję (srebro) w 1983 roku[4].